# Vikrant Massey
Vikrant Massey (Mumbai, 3 aprile 1987) è un attore indiano.

## Biografia
È conosciuto per i suoi ruoli da protagonista in serie televisive - Dharam Veer (2008), Balika Vadhu (2009), Baba Aiso Varr Dhoondo (2010), V The Serial (2012) e Qubool Hai (2013). 

## Filmografia

### Cinema
- Lootera, regia di Vikramaditya Motwane (2013)

- Best Girlfriend, regia di Navjot Gulati - cortometraggio (2014)
- Amore in alto mare (Dil Dhadakne Do), regia di Zoya Akhtar (2015)
- A Death in the Gunj, regia di Konkona Sen Sharma (2016)
- Lipstick Under My Burkha, regia di Alankrita Shrivastava (2016)
- Half Girlfriend, regia di Mohit Suri (2017)
- Detour, regia di Sumi Mathai - cortometraggio (2017)
- Dolly Kitty and Those Shining Stars (Dolly Kitty Aur Woh Chamakte Sitare), regia di Alankrita Shrivastava (2019)
- Ramprasad Ki Tehrvi, regia di Seema Bhargava (2019)
- Cargo, regia di Arati Kadav (2019)
- Chhapaak, regia di Meghna Gulzar (2020)
- Gadhedo: Donkey, regia di Jai Sharma - cortometraggio (2020)
- Ginny Weds Sunny, regia di Puneet Khanna (2020)
- Switchh, regia di Mustufa Raj (2021)
- Haseen Dillruba, regia di Vinil Mathew (2021)
- 14 Phere, regia di Devanshu Singh (2021)
- Mumbaikar, regia di Santosh Sivan (2021)
- Love Hostel, regia di Shanker Raman (2022)

### Televisione
- Dhoom Machaao Dhoom - serie TV (2007)
- Dharam Veer - serie TV, 156 episodi (2008)
- Balika Vadhu - serie TV, 22 episodi (2009-2010)
- Qubool Hai - serie TV (2012)
- Baba Aiso Varr Dhoondo - serie TV, 399 episodi (2010-2012)
- Yeh Hai Aashiqui - serie TV, 121 episodi (2013-2016)
- Rise - miniserie TV, 4 episodi (2017)
- Copy, regia di Arindam Sil - film TV (2018)
- Made in Heaven - serie TV, episodio 1x09 (2019)
- Criminal Justice - serie TV, 10 episodi (2019)
- Broken But Beautiful - serie TV, 21 episodi (2018-2019)
- Mirzapur - serie TV, 11 episodi (2018-2020)